# Il brigante Musolino (film)
Il brigante Musolino è un film del 1950 diretto da Mario Camerini, ispirato alla storia del brigante calabrese Giuseppe Musolino.

## Trama
Giuseppe Musolino, un carbonaio calabrese viene accusato ingiustamente da un membro della 'ndrangheta dell'omicidio, da lui stesso compiuto, di un altro mafioso. Al processo viene condannato, ma evadendo si dà alla macchia e inizia a vendicarsi dei falsi testimoni che lo hanno condotto in carcere; con l'aiuto della ragazza che ama intanto si nasconde nei monti calabresi. Quando davanti ad una chiesa di un santuario quest'ultima viene uccisa, Musolino realizza la sua ultima vendetta lottando corpo a corpo col vero omicida fino a colpirlo mortalmente per mezzo di un sasso scagliato con violenza sulla testa. Dopo quest'atto si costituisce davanti ai carabinieri.

## L'ambientazione
Alcune scene del film sono state girate nel piccolo borgo di Terranova da Sibari (CS), dove molti cittadini vennero ingaggiati nel cast cinematografico ed ebbero modo di comparire in piccole ma essenziali scene del film.
Altre scene furono girate nel territorio di Caccuri e Cerenzia, allora nella provincia di Catanzaro e attualmente in quella di Crotone, e nella zona di confine con la provincia di Cosenza (Lauria, PZ). Le scene del manifesto con la taglia e la scena finale sono state girate davanti il piazzale dell'abbazia di San Giovanni in Fiore.

## Riconoscimenti
- 1951 - Nastro d'argento
  - Miglior attore non protagonista a Umberto Spadaro